# Марко Теодорович
Марко Теодорович Везьов (Хаджитодоров) е български търговец, собственик на търговска кантора във Виена, спонсор на един от първите светски южнославянски буквари.

## Биография
Марко Теодорович Везьов е роден около 1760 година в Банско. Завършва гръцко светско училище. Занимава се с търговия на памук и заминава за Виена. Открива търговски кантори в Сяр, Белград и Виена. През 1792 издава църковнославянски буквар, отпечатан в печатницата на сърбина Стефан Новакович във Виена. В буквара e отбелязано, че е на славянски език. На корицата му е посочено, че издателят е „българин, родом из Разлог“.
Букварът е всъщност поръчан и платен от сърбите във Виена за обучение на сръбските деца, но Марко го пригодил и за българските. Той бил известен като учен човек, знаещ руски и църковнославянски и затова сърбите му поръчали учебника. Букварът на Марко е второ преработено издание на учебника на сръбския просветител Захарие Орфелин, като от неговото заглавие е съкратен текстът: „нын первое ради употребления серпскаго юношества издань”. Марко Теодорович предвижда книгата да служи и на българските училища, като ѝ придава по-широко южнославянско значение.
Така букварът изпълнява ролята на учебник на прехода от църковно-славянски към говоримия език и заема особено място в усилията за изграждането на модерна българска просветна система, защото е първото печатно учебно пособие, в което църковнославянските текстове се редуват с гражданска кирилска азбука и новобългарска лексика и въвежда елементи на светската система на обучение. Освен с издаването на буквара, Марко Везьов се заема и с неговото разпространение, като изпраща екземпляри до училища из района на днешните югозападна България и Източна Сърбия.
По-късно Марко, заедно с братовчед му Михаил Герман, са привлечени да служат като дипломати на самообявилото се сръбско княжество в Смедеревския санджак. Марко е изпратен във Влашко. Подпомага организирането на Второто сръбско въстание. За него и братовчед му, Вук Караджич пише на княз Милош, че те могат да навредят на сръбската кауза. Според Караджич, лично Теодорович му заявил, че българският народ бил по-голям и по-знатен от сръбския. Марко и Михаил настояли пред Вук Караджич да вмъкне и български песни в неговия „Додадтък“ от 1822 година. Умира в Букурещ през 1840 година.
Марко Теодорович дарява пари за изграждане на училище и на църквата „Света Троица“ в Банско. Дарява съгражданите си с машинни части за дарак и банциг.